# Списък на реките в Джорджия
Списъкът на реките в Джорджия включва основните реки, които текат в щата Джорджия, Съединените американски щати.
Източният континентален вододел разделя щата на 2 половини. Източната част попада във водосборния басейн на Атлантическия океан, а западната – в басейна на Мексиканския залив.

## По водосборен басейн
Атлантически океан
- Савана
  - Брайър Крийк
  - Броуд Ривър

- Огичи
  - Кануч

- Алтамаха
  - Охупи
  - Окмулги
  - Окони

- Сатила
- Сейнт Мерис

Мексикански залив
- Апалачикола (Флорида)
  - Чатахучи
  - Флинт

- Суони
  - Алапаха
  - Уитлакучи

- Окила

- Оклокони

- Мобил (Алабама)
  - Алабама (Алабама)
    - Куса
      - Етоуа
      - Устанола
        - Коносауга
        - Кусоуати

      - Чатуга

    - Талапуса

## По азучен ред
- Алапаха
- Алтамаха
- Брайър Крийк
- Броуд Ривър
- Етоуа
- Кануч
- Коносауга
- Куса
- Кусоуати
- Огичи
- Окила
- Оклокони
- Окмулги
- Окони
- Охупи
- Савана
- Сатила
- Сейнт Мерис
- Суони
- Талапуса
- Уитлакучи
- Устанола
- Флинт
- Чатахучи
- Чатуга